# På avigan
På avigan, som spelade 1966–1967, var en Knäppupp-produktion med Povel Ramel på scenen och som författare till all text och musik. För regin svarade Hasse Ekman. Ingvar Danielsson stod för dekoren, Marianne Mohaupt för koreografin och Leif Asp var kapellmästare.
På avigan spelade på Idéonteatern i Stockholm den 6–18 maj 1966, gick därefter på tältturné över hela Sverige den 21 maj–11 september och spelade därefter åter på Idéon den 1 oktober 1966–14 februari 1967.

## Medverkande
Lissi Alandh, Bengt Berger, Lars Ekborg, Bambi Engberg, Gals and Pals (Kerstin Bagge, Lars Bagge, Beppo Gräsman, Ulla Hallin, Pia Lang och Svante Thuresson), Sune Mangs, Marianne Mohaupt, Povel Ramel, Monica Zetterlund med flera.

## Revynummer (i urval)
- Birth of the gammeldans (Povel Ramel)
- Håll musiken i gång (Povel Ramel och Monica Zetterlund)
- Okej, hit med stålarna! (Gals and Pals)